# San Cono
San Cono es una localidad italiana de la provincia de Catania , región de Sicilia, con 2.928 habitantes.

Ubicación de la ciudad de San Cono dentro de la provincia de Catania.

## Evolución demográfica
| Gráfica de evolución demográfica de San Cono entre 1861 y 2001 |
|                                                                |
| Fuente ISTAT - elaboración gráfica de Wikipedia                |